# Idris coorgensis
Idris coorgensis är en stekelart som först beskrevs av Mani och Durgadas Mukerjee 1976.  Idris coorgensis ingår i släktet Idris och familjen Scelionidae. Inga underarter finns listade i Catalogue of Life.